# صوان خفيض

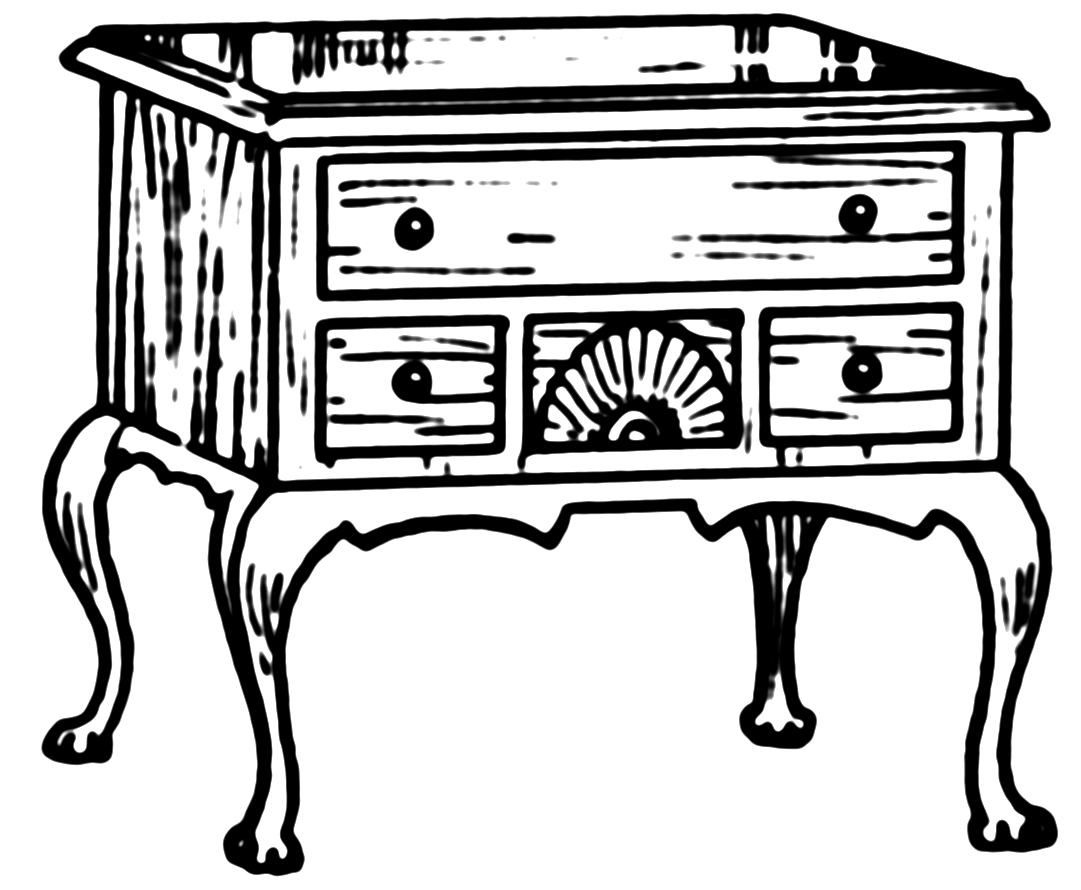
صوان خفيض

الصوان الخفيض يشير إلى نوع من المِزينة. هي صوان أو منضدة صغيرة بها صف أو صفين من الأدراج ويقابلها الصوان العالي.